# Siamopithecus
 Siamopithecus  ist eine ausgestorbene Gattung der Primaten, die vor rund 35 Millionen Jahren im späten Eozän im Gebiet des heutigen Thailand vorkam. Die Gattung wurde erstmals 1997 wissenschaftlich beschrieben. Einzige Art der Gattung ist Siamopithecus eocaenus.

## Namensgebung
Die Bezeichnung der Gattung ist abgeleitet vom historischen Territorium Siam, das zum Großteil dem heutigen Thailand entspricht, sowie vom griechischen Wort πίθηκος (altgriechisch ausgesprochen píthēkos: „Affe“). Das Epitheton der Typusart, eocaenus, verweist auf das Eozän, die erdgeschichtliche Epoche, in der der Art vorkam. Siamopithecus eocaenus bedeutet dem Sinne nach folglich „siamesischer Affe aus dem Eozän“.

## Erstbeschreibung
Die Erstbeschreibung der Gattung Siamopithecus erfolgte 1997 anhand von zwei Fossilien, die in der Bang Mark Pit und der Wai Lek Pit der Krabi Coal Mine – rund 500 Meter getrennt voneinander, jedoch in der gleichen Erdschicht – entdeckt worden waren. Holotypus ist das Fragment eines rechten Oberkiefers mit vier erhaltenen Zähnen (Prämolar 3 bis Molar 3, Sammlungsnummer: TF 3635). Beim zweiten Fossil handelt es sich um das Fragment eines rechten Unterkiefers mit zur Hälfte erhaltenem Molar 1 und den Nachbarmolaren 2 und 3 (Sammlungsnummer TF 3634). Verwahrort der beiden Funde ist das Department of Mineral Resources in Bangkok.
Aufgrund der Größe der erhaltenen Zähne wurde geschätzt, dass die Tiere zu Lebzeiten sechs bis sieben Kilogramm wogen und damit ähnlich groß waren wie Aegyptopithecus, dessen Überreste aus rund 30 Millionen Jahre alten Erdschichten in Ägypten bekannt sind. Später wurde das Gewicht auf acht bis neun Kilogramm geschätzt. Anhand der morphologischen Merkmale der Zähne wurde Siamopithecus insbesondere gegen Eosimias abgegrenzt, ferner gegen Wailekia, Hoanghonius, Rencunius, Lushius und Asiomomys.
In der Erstbeschreibung wurde 1997 erwogen, die Gattung der Familie der Propliopithecidae zuzuordnen. Bereits drei Jahre später wurde Siamopithecus aufgrund eines weiteren Unterkiefer-Fundes (TF 7625) jedoch in die Familie der Amphipithecidae gestellt.

## Weitere Funde
Das zweite, im Jahr 2000 wissenschaftlich beschriebene Unterkiefer-Fragment aus der Bang Mark Pit (TF 7625) bereicherte die Zahnfunde um weitere Backenzähne sowie um einen Eckzahn. Zudem war dieser Unterkiefer in unmittelbarem Zusammenhang mit Resten der Gesichtsknochen und Teilen des noch bezahnten Oberkiefers (TF 7624) gefunden worden. Daraufhin wurde im Jahr 2009 eine digitale Rekonstruktion des Gesichts von Siamopithecus veröffentlicht. Als Ergebnis wurde herausgestellt, dass die Merkmale auf eine Zugehörigkeit zum Formenkreis der frühen Verwandten heutiger Trockennasenprimaten schließen lassen und nicht auf eine Zugehörigkeit zur ausgestorbenen Feuchtnasenprimaten-Gruppe der Adapiformes.
Aus der gleichen Fundstätte (Bang Mark Pit) und der gleichen erdgeschichtlichen Epoche stammt die kleinere Gattung Krabia.

## Belege
1. ↑  Yaowalak Chaimanee et al.: A new Late Eocene anthropoid primate from Thailand. In: Nature. Band 385, 1997, S. 429–431, doi:10.1038/385429a0.
2. ↑   Serge Legendre: Les communautés de mammifères du Paléogène (Eocène supérieur et Oligocène) d'Europe occidentale: structures, milieux et évolution. In: Münchner geowissenschaftliche Abhandlungen: Reihe A, Geologie und Paläontologie. Band 16. Zuqleich: Universität Montpellier, Dissertation, Montpellier 1988, ISBN 3-923871-35-X.
3. ↑   Yaowalak Chaimanee et al.: A new lower jaw of Siamopithecus eocaenus from the Late Eocene of Thailand. In: Comptes Rendus de l'Académie des Sciences – Series III – Sciences de la Vie. Band 323, Nr. 2, 2000, S. 235–241, doi:10.1016/S0764-4469(00)00123-2.
4. ↑  Christoph P. E. Zollikofer et al.: The Face of Siamopithecus: New Geometric-Morphometric Evidence for Its Anthropoid Status. In: The Anatomical Record. Band 292, Nr. 11, 2009, S. 1734–1744, doi:10.1002/ar.20998.